# クロカワゴケ
クロカワゴケ（Fontinalis antipyretica）は、カワゴケ科カワゴケ属のコケ植物。アクアリウムにおいてウィローモスと呼ばれる種の一つである。シミズゴケという和名もある。

## 分布
日本を含むアジア、北アメリカ、ヨーロッパ、アフリカなどに広く分布する。

## 形態
流水中や池の中などの岩や流木の上といった水中に生育するコケ植物で、全長は最大30cmにもなる。茎は不規則に分枝し、葉はややまばらに3列に付く。葉は卵形で鋭頭、長さ3-8.5mm。各葉は中肋を欠き縦に折りたたまれ、通常縁に目立たない歯がある。雌雄異株。胞子体の胞子嚢にあたる朔は卵形で、朔柄が非常に短いため朔はほぼ苞葉につつまれている。胞子は直径13-18μm。ただし、胞子体そのものをつけることがまれである。

## 類似種
同属のカワゴケやノコギリカワゴケなどに似るが、クロカワゴケの葉は縦に折りたたまれるのに対して、カワゴケとノコギリカワゴケの葉は折りたたまれないため、その点で区別できる。

## 利用
ウィローモスの名で、アクアリウムで利用されることがある。また、水質のよい河川などにしか生育しないため、水質汚濁の指標種とされる。